# クディアコフ島
クディアコフ島（クディアコフとう、英: Kudiakof Island）は、アリューシャン列島フォックス諸島を構成する一つの島である。

## 地理
幅約800mの小さな島である。

## 歴史
島の名前は、1791年にロシア海軍の測量士 ‟Kudiakof”によって命名された。.
アリュート語では、「小さな海水魚」を意味する、「uddag」が由来。